# Taggmöss
Taggmöss (Acomys) är ett släkte gnagare i familjen råttdjur (Muridae).

## Utseende och anatomi
Med en kroppslängd mellan 7 och 15 cm samt en svanslängd mellan 4 och 13 cm blir arterna ungefär lika stora som en husmus. Vikten ligger vid 15 till 80 gram. Pälsens färg på ovansidan varierar mellan gulaktig, brun och grå – undersidan och extremiteterna är ljusare till vitaktiga. Kännetecknande är mer eller mindre styva hår på ryggen som påminner om taggar. Öronen är påfallande stora och liknar en tratt. Ansiktet är långdraget och blir vid nosen ännu smalare.

### Återbildning av skadad vävnad
Två arter av afrikansk taggmus, Acomys kempi och Acomys percivali, har visat sig vara de enda däggdjur, som kan helt regenerera skadad vävnad. Dessa arter kan återbilda hårsäckar, hud, svettkörtlar, päls och till och med brosk. Vissa biologer anser att föryngringsgenen, som svarar för att återbilda skadad vävnad, kan slås på även hos människor. Genom att studera taggmössen hoppas man komma mekanismen på spåret.

## Utbredning och habitat
Utbredningsområdet sträcker sig över nästan hela Afrika (utom Madagaskar) och fortsätter över några Medelhavsöar som Kreta och Cypern samt över norra Arabiska halvön och Turkiet till Pakistan. Habitatet utgörs av  torra områden som torra skogar, savanner, klippiga regioner och halvöknar.

## Ekologi
Levnadssättet skiljer sig något mellan de olika arterna men de flesta lever socialt i familjegrupper.
Parning kan ske hela året, även i regioner med tydliga årstider. Dräktigheten varar med 34 till 38 dagar, påfallande långt för gnagare. Vanligen föds två till fyra ungar som är förhållandevis väl utvecklade. Ungarna kan gå redan efter några timmar och diar vanligen två veckor. Hos sociala arter kan honorna ibland ge di åt ungar från andra honor i samma grupp.

## Systematik
Släktets yttre systematik är omstridd. Tidigare räknades de ingående arterna ofta till underfamiljen möss (Murinae). I standardverket Mammal Species of the World (2005) räknas de däremot till underfamiljen Deomyinae. I samma bok skiljs mellan 19 arter.
- Undersläkte Acomys
  - Acomys airensis, Saharas klippiga delar, skild från A. cahirinus
  - Acomys cahirinus (Desmarest 1819), vid norra och södra gränsen av Sahara, västra Asien, Arabiska halvön
  - Acomys chudeaui Kollman, 1911 Mauretanien och Marocko
  - Acomys cilicicus (Spitzenberger 1978), Kilikien
  - Acomys cineraceus (Fitzinger & Heuglin 1866), Sahel
  - Acomys dimidiatus (Cretzschmar, 1826); finns framför allt i Mellanöstern
  - Acomys ignitus (Dollman 1910), Tanzania, Kenya
  - Acomys johannis Thomas, 1912 Västra Afrika
  - Acomys kempi (Dollman 1911), Somalia, Kenya, Tanzania
  - Acomys minous (Bate 1906), Kreta
  - Acomys mullah (Thomas 1904), Etiopien, Somalia
  - Acomys muzei Verheyen et al., 2011, östra Afrika
  - Acomys nesiotes (Bate 1903), Cypern
  - Acomys percivali (Dollman 1911), östra Afrika
  - Acomys russatus (Wagner 1840), östra Egypten, Israel, Jordanien, Saudiarabien
  - Acomys selousi, sydöstra Afrika
  - Acomys seurati Heim de Balsac, 1936 Algeriet
  - Acomys spinosissimus (Peters 1852), östra och södra Afrika
  - Acomys wilsoni (Thomas 1892), östra Afrika
- Undersläkte Peracomys
  - Acomys louisae (Thomas 1896), Somalia
- Undersläkte Subacomys
  - Acomys subspinosus (Waterhouse 1838), västra Sydafrika

En omfattande genetisk studie av Denys et al. (1994) förtecknar ytterligare två arter:
- Acomys brockmani, Somalia, skild från A. mullah
- Acomys lowei, Sudan, skild från A. cinerasceus

## Taggmöss och människor
Arten Acomys cahirinus är en kulturföljare och lever liksom husmusen i byggnader. Då individerna kan överföra farliga sjukdomar som tyfus anses deras närhet som problematisk. Några arter, underarter eller hybrider förekommer som sällskapsdjur. De är kända för sina ömtåliga svansar och för att lätt tappa huden, när de hanteras ovarsamt. Detta är en försvarsmekanism, när de i vilt tillstånd blir anfallna och tagna av fiender för att kunna slingra sig ur livsfarliga grepp.